# الطريق الأوروبي E32
الطريق الأوروبي E32 هو طريق من ضمن شبكة الطرق الأوروبية الدولية داخل المملكة المتحدة بالكامل.